# DArtagnan

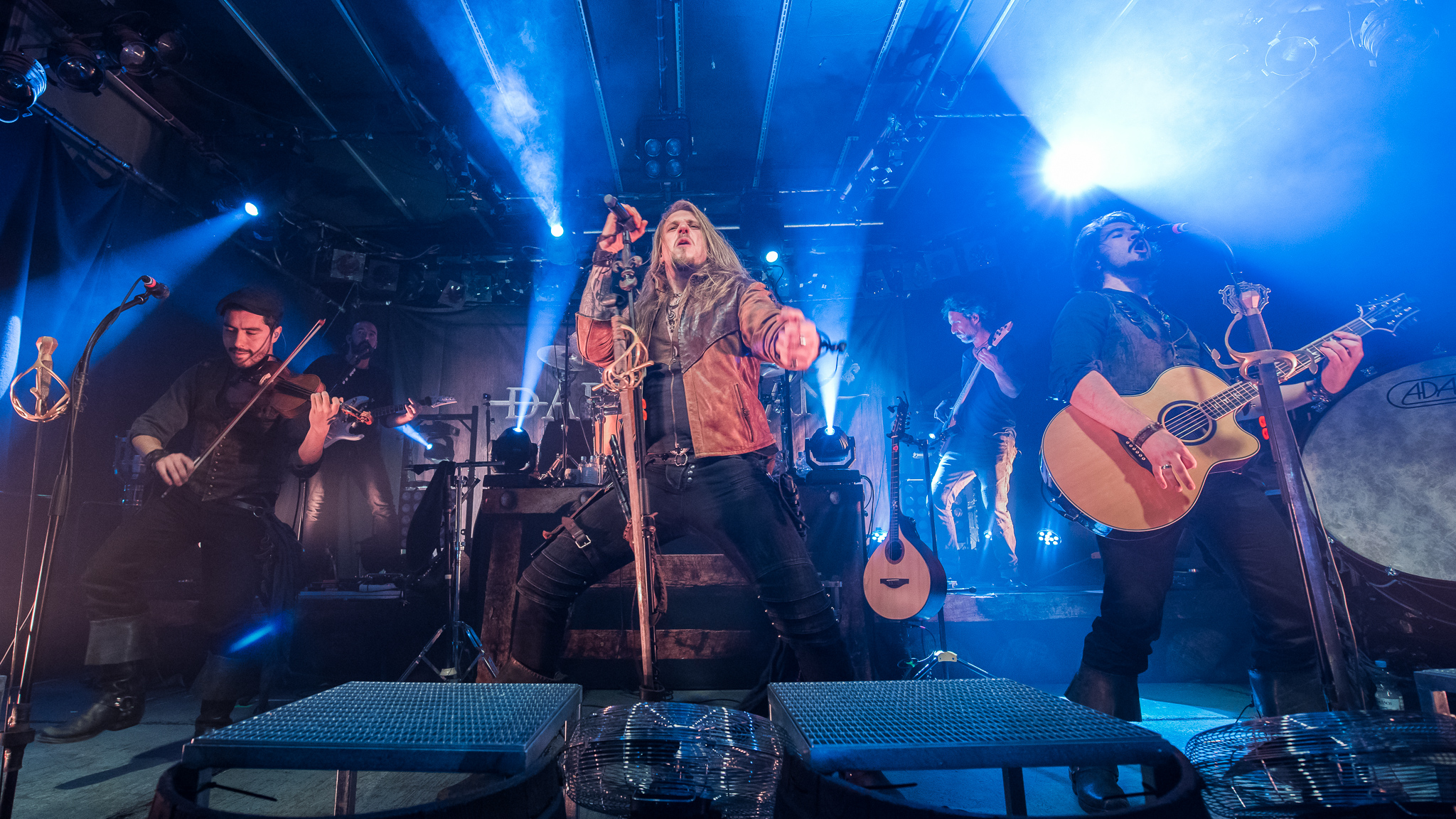
2018년 공연 모습

dArtagnan은 독일 뉘른베르크 출신의 포크 록 밴드이다. 밴드의 이름은 작가 알렉상드르 뒤마(Alexandre Dumas)의 다르타냥 로맨스(d'Artagnan Romances), 특히 소설 삼총사에서 유명해진 17세기 프랑스 군인 다르타냥(Charles de Batz de Castelmore d'Artagnan)에서 따왔다.

## 음반
- Seit an Seit (2016)
- Verehrt und verdammt (2017)
- In jener Nacht (2019)
- Feuer & Flamme (2021)
- Felsenfest (2022)
- Herzblut (2024)